# 龍族 (遊戲)
龍族是韓國公司 eSofNet 以《龍族》小說故事為背景開發了一款同名線上遊戲。台灣地區中文版由第三波及戲谷代理，於2001年6月正式開始營運，至2005年11月27日結束營運。而現今由美國公司 G4BOX 接手北美地區代理權，以免費遊戲之營運方式於歐美地區開設伺服器。香港地區中文版由第三波代理，而台灣地區則由戲谷代理，香港地區由男藝人鄭伊健出任代言人，口號為「我的遊戲，我主角」。於2001年7月12日正式公開測試 v0.68 版本，兩個伺服器分別命名為：「伊露莉」及「泰班」；因為大受香港玩家們的歡迎，所以官方一年後新增一個伺服器命名為：「杉森」；每逢假日各登入點及升級地點都擠得水洩不通，長期佔據最受歡迎的網上遊戲頭三名；更有一些較專業的玩家開設了網站公開未來改版的有關資料及遊戲心得，官方還一度推出龍族中文小說、龍族週刊及龍族漫畫等產品。但後期因代理龍族的公司第三波（遠東）因業績不佳，被母公司宏碁併入，引致宏碁戲谷轉售給其他公司，終於在2005年，三地的龍族代理正式停止，結束營運。

## 外部連結
- 韓國龍族官方網站
- 國際龍族官方網站 （页面存档备份，存于）
- 免費英文版龍族網站 （页面存档备份，存于）